# Agena (razzo)
Il razzo Agena, denominato RM-81 dall'U.S. Air Force, fu sviluppato dalla Lockheed Corporation e venne usato come stadio superiore dei razzi vettore Thor, Atlas e Titan.
L'Agena aveva una lunghezza di circa 16 metri e un diametro di 1,5 metri; era alimentato da due propellenti ipergolici, l'acido nitrico fumante rosso inibito e la dimetilidrazina asimmetrica (UDMH).
Fu usato per il lancio di satelliti spia e sonde spaziali. Venne usato anche nell'ambito del programma Gemini, come veicolo-bersaglio per le manovre di rendezvous e attracco in orbita.
Tra il gennaio 1959 e il febbraio 1987 furono lanciati 365 razzi Agena.

## Versioni
Il razzo Agena fu costruito in diverse versioni.
- Agena A:[2] fu usato come stadio superiore di razzi Thor e Atlas per il lancio di satelliti spia.
- Agena B: era una versione migliorata, capace di effettuare ripetute accensioni dei motori in orbita mediante un comando radio. Fu usato come stadio superiore per il lancio di satelliti artificiali e di sonde spaziali della serie Ranger e Lunar Orbiter.
- Agena C: venne progettato ma non fu realizzato.
- Agena D: fu usato come stadio superiore dei razzi Thor, Atlas e Titan[3] per il lancio di satelliti da ricognizione e di alcune sonde spaziali Mariner verso Venere e Marte.